# Alberto Korda

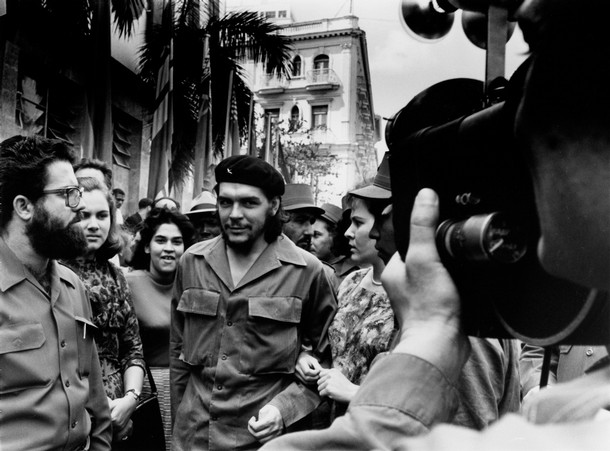
Alberto Korda fotografeert Che Guevara en zijn vrouw Aleida March

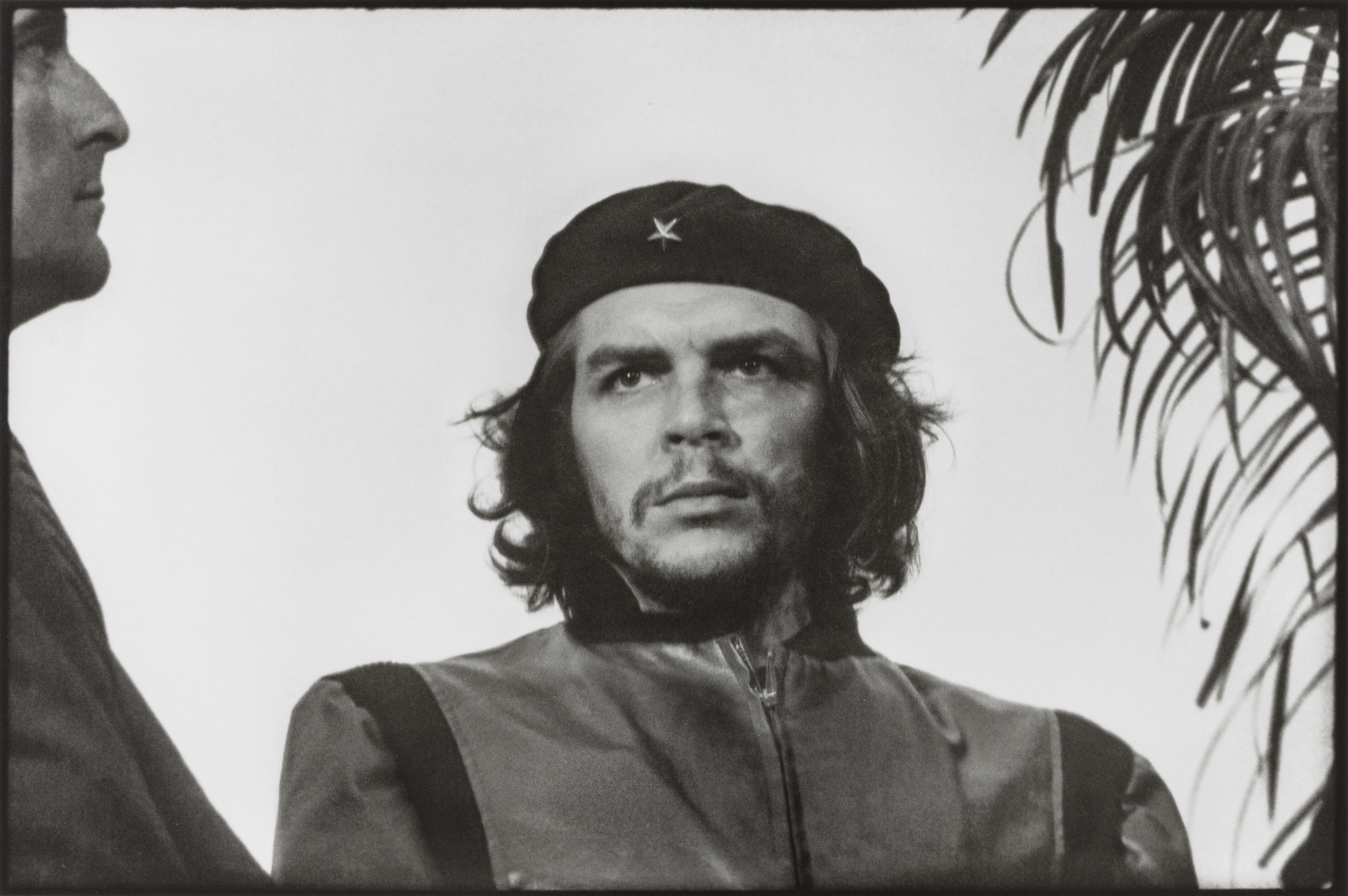

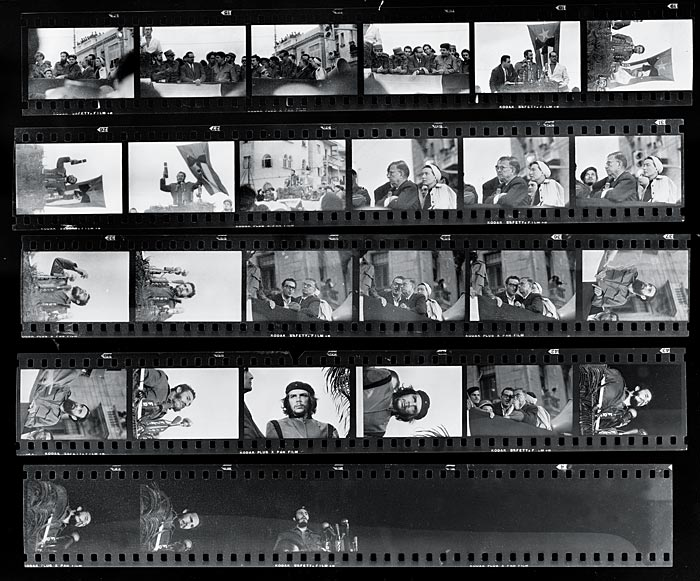
Korda's filmrol van 5 maart 1960 met de iconische foto van Che Guevara. Ook filosoof Jean-Paul Sartre en Simone de Beauvoir staan op deze filmrol, samen met Fidel Castro.

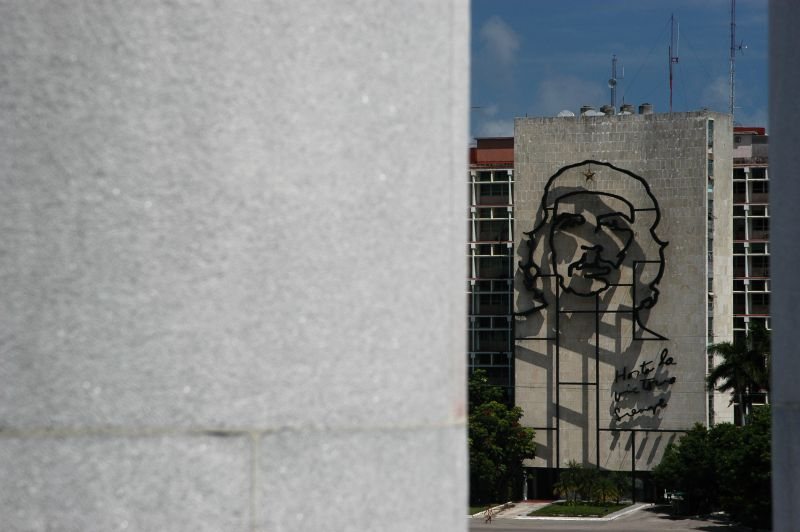
Het smeedwerk naar de foto van Korda. Zicht van bij het Marti monument op de Plaza de la Revolución.

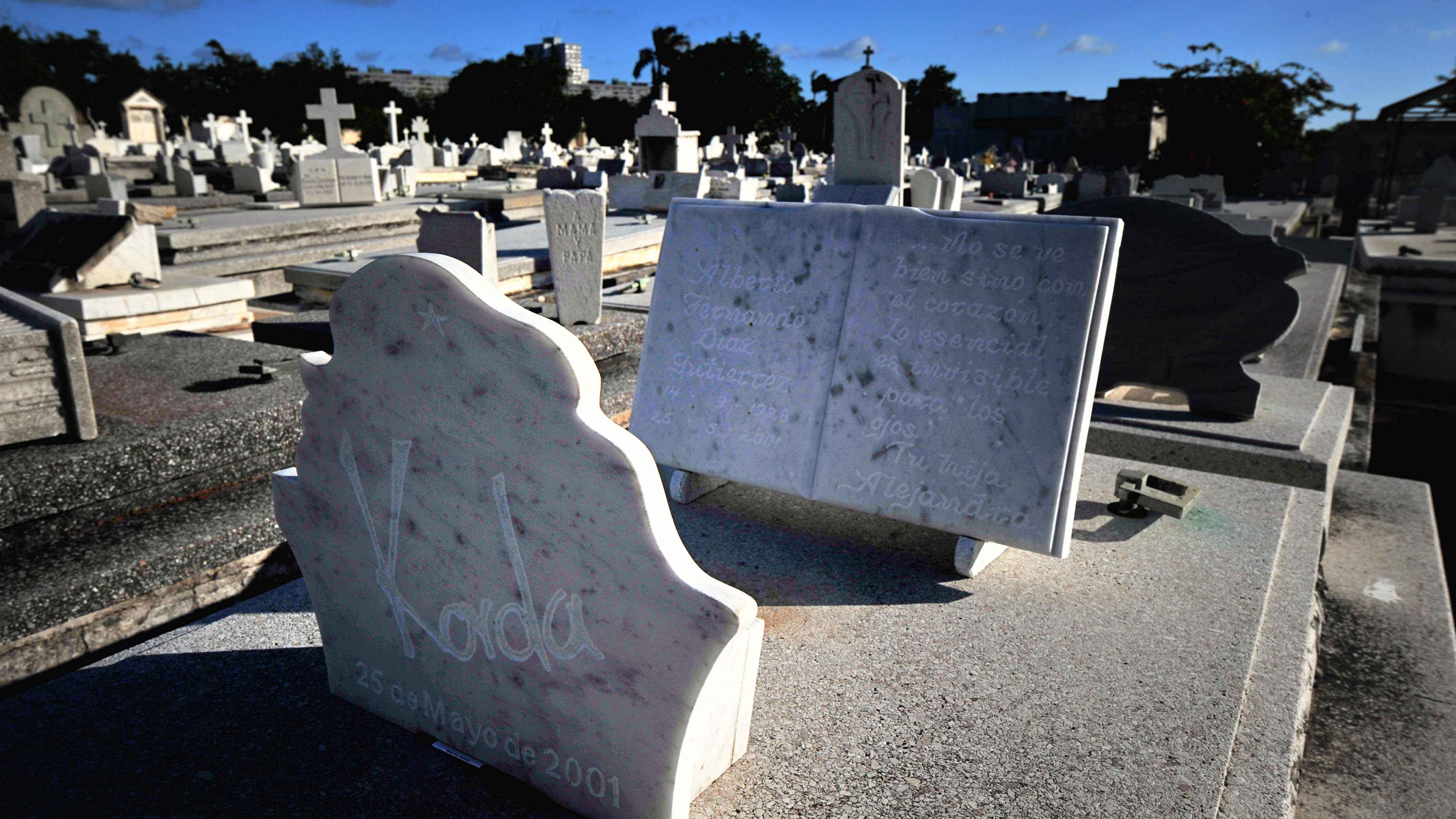
Graf van Korda op het centrale kerkhof in Havana

Alberto Díaz Gutiérrez, beter bekend onder zijn artiestennaam Alberto Korda (Cerro, Havana, 14 september 1928 – Parijs, 25 mei 2001), was een Cubaans fotograaf, die bekend werd door de foto's die hij maakte van Che Guevara en Fidel Castro.
Alberto Korda begon zijn carrière als leerling van een excentrieke fotograaf in Havana. De man was bekend en berucht, omdat hij altijd een levende leguaan meevoerde in zijn cabriolet, op weg naar een job, door de straten van Havana.
In 1956 stichtte Korda met Luis Pierce Byers en Newton Estapé de Estudios Korda. Het pseudoniem Korda leende Alberto Gutiérrez van de Hongaarse filmmakers Alexander en Zoltan Korda, die zelf deze naam ontleenden uit het Latijnse "Sursum Corda", wat "verhef uw hart" betekent.
Hij werkte als modefotograaf in Havana tot in 1959. In die tijd was hij gehuwd met het Cubaanse fotomodel Norka, met wie hij drie kinderen had.
Na de zege van de Cubaanse Revolutie begin 1959, werd Korda een van de leidende exponenten van de fotografía épica revolucionaria, en werd hij samen met zijn vriend en rivaal, de fotograaf Corrales, een hevig supporter van de nieuwe Cubapolitiek onder Fidel Castro. Corrales vatte de verschillen tussen hen ooit samen in één zin: "Ik ben een beter fotograaf," zei hij, "Korda is beroemder!" Hij maakte één foto die geschiedenis schreef, niet alleen in Cuba, maar in de hele wereld, op alle fronten, een icoon van de revolutionaire strijd werd. Deze foto is ook de foto die het meest gereproduceerd werd in de volledige geschiedenis van de fotografie. Het beeld werd gebruikt op vlaggen, T-shirts, posters, en noem maar op.
Op 5 maart 1960, om 11.20 uur, maakte hij de beroemde foto van Che Guevara "El Guerrillero heróico", tijdens een plechtigheid ter ere van de slachtoffers die omkwamen bij de ontploffing op het Franse schip La Coubre in de haven van Havana de dag voordien. Dit portret werd een van de iconen van de jaren zestig. Het beeld heeft later in grote mate bijgedragen tot de verheerlijking van de persoon van Che Guevara.
In 1967, toen Guevara in Bolivia zijn laatste gevechten leverde, nam de Italiaanse activist en publicist Giangiacomo Feltrinelli het negatief van Korda mee naar Milaan. Toen Guevara op 9 oktober 1967 werd vermoord, gingen de foto's van de dode Guevara, genomen door fotograaf Freddy Alborta in het washuis van het hospitaal in de Boliviaanse stad Vallegrande, de wereld rond. Op 15 oktober, toen de Cubaanse overheid de dood van Guevara had bevestigd, liet Feltrinelli 100 000 posters drukken van Korda's foto met het opschrift: "Che leeft!" In heel Europa trokken jongeren de straat op met de foto van Korda. Tot vandaag wordt de foto gebruikt op posters, T-shirts et cetera, overal in de wereld, zonder dat Korda er ooit enige rechten voor heeft willen en kunnen ontvangen. De foto werd na de dood van Guevara vrijwel onmiddellijk publiek bezit. Korda zelf heeft in een uitspraak de rechten op de foto eigenlijk vrijgegeven in de volgende woorden: "As a supporter of the ideals for which Che Guevara died, I am not averse to its reproduction by those who wish to propagate his memory and the cause of social justice throughout the world, but I am categorically against the exploitation of Che's image for the promotion of products such as alcohol, or for any purpose that denigrates the reputation of Che." Kort na de vrijgave van de foto werd een immens ijzersmeedwerk naar de foto aangebracht op de gevel van het Ministerie van Binnenlandse Zaken op de Plaza de la Revolución in Havana: "Hasta la victoria siempre", de lijfspreuk van Che Guevara. In dit gebouw was destijds het bureel van Guevara toen hij Minister van Industrie was.
Korda werkte tot in 1969 als Fidel Castro's officiële fotograaf en voor het magazine Revolución. Hij exposeerde overal in de wereld.
De rechten op de foto worden commercieel bewaakt door de zoon van Korda. Commercieel gebruik van de foto is niet kosteloos.
De 'Leica' fotocamera waarmee Korda zijn beroemde foto maakte werd op 30 september 2016 voor maar liefst 18.100 euro geveild via online veilinghuis Catawiki.
- Bibsys: 99061188
- Biblioteca Nacional de España: XX1374956
- Bibliothèque nationale de France: cb12215729v (data)
- Gemeinsame Normdatei: 120898365
- International Standard Name Identifier: 0000 0001 0889 6655
- Library of Congress Control Number: nr90027205
- Bibliotheek van het Japanse parlement: 00693583
- Nationale Bibliotheek van Israël: 987011245295105171
- Nederlandse Thesaurus van Auteursnamen: 297760017
- PIC: 8855
- RKD-Nederlands Instituut voor Kunstgeschiedenis: 387064
- Istituto Centrale per il Catalogo Unico: CFIV053498
- LIBRIS: 299754
- SNAC: w6t15xq3
- Système universitaire de documentation: 030818419
- Union List of Artist Names: 500076917
- Virtual International Authority File: 39427194
- WorldCat: E39PBJbGVD9CT9JTPCWHc8WRrq